# Blaesoxipha tunisia
Blaesoxipha tunisia är en tvåvingeart som beskrevs av Thomas Pape 1994. Blaesoxipha tunisia ingår i släktet Blaesoxipha och familjen köttflugor.
Artens utbredningsområde är Tunisien. Inga underarter finns listade i Catalogue of Life.